# 鮑德溫岩
66°24′S 98°45′E / 66.400°S 98.750°E
鮑德溫岩（英語：Baldwin Rocks），是南極洲的岩石，位於瑪麗皇后地，處於沃森海崖西北面10公里的大衞島北面，由澳大拉西亞探險隊繪入地圖，現時由南極條約體系管理。